# Rușeni, Satu Mare
Rușeni (maghiară Oroszfalva) este un sat în comuna Păulești din județul Satu Mare, Transilvania, România. Se află în Câmpia Someșului. La recensământul din 2002 avea o populație de 232 locuitori. Este situat pe DJ193A.

## Istoric
Satul apare pentru prima dată într-un document din 1411. Numele maghiar Oroszfalva înseamnă literalmente „sat rusesc”, de la care în română Rușeni. Până la mijlocul secolului al XVI-lea, așezarea a fost proprietatea familiei Dragfi și a aparținut conacului Bélteki.
După mijlocul secolului al XVI-lea, Rușeni a devenit moșie a coroanei și a făcut parte a Cetății Satu Mare. În jurul anului 1700, locuitorii din Rușeni intră în stăpânirea familiei Szuhanyi care era de religie romano-catolică și a avut mare influență asupra unirii românilor cu Roma. La începutul anilor 1900, micul sat de lângă Someș avea 461 de locuitori, în mare parte fiind etnici români greco-catolici, dar numărând și 44 evrei și 6 reformați.